# La Belle Province (Lucky Luke)
Pour les articles homonymes, voir La Belle Province (homonymie).
La Belle Province est la cent-quatorzième histoire de la série Lucky Luke par Achdé et Laurent Gerra. Elle est publiée pour la première fois en album en 2004 dans la collection Les Aventures de Lucky Luke d'après Morris  n° 1.

## Le premierLucky Lukede l'ère post-Morris
Il s'agit du premier album de Lucky Luke dessiné par un autre que Morris, décédé en 2001. Afin de marquer la différence, les Aventures de Lucky Luke deviennent les Aventures de Lucky Luke d'après Morris et la numérotation repart à zéro.

## Résumé
Lors d'un rodéo, Jolly Jumper, le cheval de Lucky Luke, s'éprend de Province, une jument québécoise. Cette rencontre force Lucky Luke à se rendre au Canada pour soigner la mélancolie de son cheval. Une fois arrivés en sol canadien, ils font escale dans une ville où Lucky Luke est entarté à la poutine lors d'une escarmouche dans un bistro. 
Jolly retrouve sa belle jument Province tandis que Luke, qui fait la connaissance du couple Bombardier, entend parler de MacHabban, un riche banquier mégalomane qui achète plusieurs commerces de la ville de Contrecœur pour ensuite les faire fermer pour créer ses propres franchises commerciales, avec l'aide de ses complices criminels qui intimident ceux qui s'opposent à la vente de leurs commerces. Province est enlevée par les hommes de MacHabban. Lucky Luke et Jolly Jumper partent à la recherche de la jument, mais Luke est pris au piège par Nestor, le majordome de MacHabban, qui est en fait un fugitif américain déguisé et que recherche Lucky Luke. 
MacHabban et ses comparses envahissent les terres de Mario Bombardier pour attaquer la résidence en y mettant le feu. Libéré par son cheval, Lucky Luke retourne chez les Bombardier mais il arrive trop tard, toute la propriété est en cendres et les Bombardier sont maintenant sans-abri. Lucky Luke part pourchasser MacHabban et sa troupe pour stopper leurs folies, et avec l'aide des citoyens de la ville, ils mettent un terme aux activités criminelles de MacHabban.

## Caricatures de l'album

### Personnalités connues
- La célèbre chanteuse Céline Dion (chanteuse du saloon), accompagnée de son mari et gérant : René Angélil (pianiste du saloon)[1].
- Louis-Adélard Senécal, un homme d'affaires et homme politique québécois.
- Le célèbre chanteur québécois et micro-brasseur Robert Charlebois (client du saloon)[1].
- Un des plus grands chanteurs québécois : Gilles Vigneault (client du saloon).
- Bernard-Henri Lévy qui devient Bernard Henry LévyStrauss[1].
- José Bové qui devient Joshua Bové.
- Gilbert Rozon, croque-mort du village (p. 26) « Juste pour mourir ».
- Guy Lux, animateur du rodéo (p. 7) cite Simone Garnier, comparse de toujours[1].

### Remarques
- La poutine n'est créée que dans les années 1950, mais pas dans les années 1800.
- Les Québécois d'autrefois et d'aujourd'hui utilisent les jurons relatifs à l'église catholique, comme tabarnak (de tabernacle) ou crisse (de Christ).